# Europees kampioenschap voetbal mannen onder 21 - 2009
Het Europees kampioenschap voetbal onder 21 - 2009 begon al op 31 mei 2007 met de kwalificaties en is de 17e editie van het Europees kampioenschap voetbal onder 21.
De competitie wordt in de oneven jaren gehouden om uit de schaduw van het Europees kampioenschap voetbal mannen en het Wereldkampioenschap voetbal te blijven.
Zweden organiseerde het eindtoernooi in juni 2009 en plaatste zich hierdoor al automatisch. 51 landen die aangesloten zijn bij de UEFA moeten zich proberen te plaatsten voor het eindtoernooi in Zweden inclusief titelhouder  Nederland.
Andorra deed niet mee aan de kwalificaties.
Spelers die na 1 januari 1986 zijn geboren zijn speelgerechtigd voor dit toernooi.

## Gekwalificeerde teams
- Zweden (gastland)
- Wit-Rusland
- Engeland
- Finland
- Duitsland
- Italië
- Spanje
- Servië

De loting voor het eindtoernooi heeft op 3 december 2008 plaatsgevonden.

## Eindtoernooi
Het eindtoernooi vond plaats van 15 juni 2009 tot en met 29 juni 2009 in Zweden.

### Stadions
In de volgende stadions werd het eindtoernooi gespeeld
- Swedbank Stadion, Malmö (Capaciteit: 24.000) tijdens EK-21 (21.000)
- Gamla Ullevi, Göteborg (Capaciteit: 18.800) tijdens EK-21 (16.700)
- Olympia, Helsingborg (Capaciteit: 17.000) tijdens EK-21 (12.000)
- Örjans vall, Halmstad (Capaciteit: 15.500) tijdens EK-21 (8.000)

## Programma

### Groep A
| Team        | Pld | W | D | L | GF | GA | GD | Pnt |
| ----------- | --- | - | - | - | -- | -- | -- | --- |
| Italië      | 3   | 2 | 1 | 0 | 4  | 2  | +2 | 7   |
| Zweden      | 3   | 2 | 0 | 1 | 9  | 4  | +5 | 6   |
| Servië      | 3   | 0 | 2 | 1 | 1  | 3  | –2 | 2   |
| Wit-Rusland | 3   | 0 | 1 | 2 | 2  | 7  | –5 | 1   |

|                    |                                                         |         |             |                                                                                 |
| 16 juni 2009 18:15 | Zweden                                                  | 5 – 1   | Wit-Rusland | Malmö New Stadium, Malmö Toeschouwers: 14.623 Scheidsrechter: Claudio Circhetta |
| 16 juni 2009 18:15 | Martynovitsj 34' (e.d.) Berg 38', 44', 81' Svensson 89' | Verslag | Kisljak 33' | Malmö New Stadium, Malmö Toeschouwers: 14.623 Scheidsrechter: Claudio Circhetta |

|                    |                    |       |        |                                                                        |
| 16 juni 2009 20:45 | Italië             | 0 – 0 | Servië | Olympia, Helsingborg Toeschouwers: 7,158 Scheidsrechter: Pedro Proença |
| 16 juni 2009 20:45 | Verslag[dode link] |       |        | Olympia, Helsingborg Toeschouwers: 7,158 Scheidsrechter: Pedro Proença |

|                    |              |                    |                               |                                                                        |
| 19 juni 2009 16:00 | Zweden       | 1 – 2              | Italië                        | Olympia, Helsingborg Toeschouwers: 11.618 Scheidsrechter: Tony Chapron |
| 19 juni 2009 16:00 | Toivonen 89' | Verslag[dode link] | Balotelli 23' Acquafresca 53' | Olympia, Helsingborg Toeschouwers: 11.618 Scheidsrechter: Tony Chapron |

|                    |             |       |        |                                                                           |
| 19 juni 2009 18:15 | Wit-Rusland | 0 – 0 | Servië | Malmö New Stadium, Malmö Toeschouwers: 3.313 Scheidsrechter: Cüneyt Çakir |
| 19 juni 2009 18:15 | Verslag     |       |        | Malmö New Stadium, Malmö Toeschouwers: 3.313 Scheidsrechter: Cüneyt Çakir |

|                    |           |         |                                  |                                                                             |
| 23 juni 2009 20:45 | Servië    | 1 – 3   | Zweden                           | Malmö New Stadium, Malmö Toeschouwers: 19,820 Scheidsrechter: Pedro Proença |
| 23 juni 2009 20:45 | Kačar 27' | Verslag | Berg 7', 15' (pen.) Toivonen 29' | Malmö New Stadium, Malmö Toeschouwers: 19,820 Scheidsrechter: Pedro Proença |

|                    |             |                    |                               |                                                                            |
| 23 juni 2009 20:45 | Wit-Rusland | 1 – 2              | Italië                        | Olympia, Helsingborg Toeschouwers: 3.014 Scheidsrechter: Claudio Circhetta |
| 23 juni 2009 20:45 | Kisljak 45' | Verslag[dode link] | Acquafresca 45+3' (pen.), 75' | Olympia, Helsingborg Toeschouwers: 3.014 Scheidsrechter: Claudio Circhetta |

### Groep B
| Team      | Pld | W | D | L | GF | GA | GD | Pts |
| --------- | --- | - | - | - | -- | -- | -- | --- |
| Engeland  | 3   | 2 | 1 | 0 | 5  | 2  | +3 | 7   |
| Duitsland | 3   | 1 | 2 | 0 | 3  | 1  | +2 | 5   |
| Spanje    | 3   | 1 | 1 | 1 | 2  | 2  | 0  | 4   |
| Finland   | 3   | 0 | 0 | 3 | 1  | 6  | –5 | 0   |

|                    |                             |                    |                  |                                                                        |
| 15 juni 2009 18:15 | Engeland                    | 2 – 1              | Finland          | Örjans Vall, Halmstad Toeschouwers: 6.828 Scheidsrechter: Cüneyt Çakir |
| 15 juni 2009 18:15 | Cattermole 15' Richards 53' | Verslag[dode link] | Sparv 33' (pen.) | Örjans Vall, Halmstad Toeschouwers: 6.828 Scheidsrechter: Cüneyt Çakir |

|                    |                    |       |           |                                                                            |
| 15 juni 2009 20:45 | Spanje             | 0 – 0 | Duitsland | Gamla Ullevi, Gothenburg Toeschouwers: 15.827 Scheidsrechter: Tony Chapron |
| 15 juni 2009 20:45 | Verslag[dode link] |       |           | Gamla Ullevi, Gothenburg Toeschouwers: 15.827 Scheidsrechter: Tony Chapron |

|                    |                         |         |         |                                                                           |
| 18 juni 2009 18:15 | Duitsland               | 2 – 0   | Finland | Örjans Vall, Halmstad Toeschouwers: 6,011 Scheidsrechter: Peter Rasmussen |
| 18 juni 2009 18:15 | Höwedes 59' Dejagah 61' | Verslag |         | Örjans Vall, Halmstad Toeschouwers: 6,011 Scheidsrechter: Peter Rasmussen |

|                    |        |         |                         |                                                                             |
| 18 juni 2009 20:45 | Spanje | 0 – 2   | Engeland                | Gamla Ullevi, Gothenburg Toeschouwers: 16.123 Scheidsrechter: Björn Kuipers |
| 18 juni 2009 20:45 |        | Verslag | Campbell 67' Milner 73' | Gamla Ullevi, Gothenburg Toeschouwers: 16.123 Scheidsrechter: Björn Kuipers |

|                    |         |                    |                       |                                                                            |
| 22 juni 2009 20:45 | Finland | 0 – 2              | Spanje                | Gamla Ullevi, Gothenburg Toeschouwers: 8.093 Scheidsrechter: Björn Kuipers |
| 22 juni 2009 20:45 |         | Verslag[dode link] | Torrejón 29' León 55' | Gamla Ullevi, Gothenburg Toeschouwers: 8.093 Scheidsrechter: Björn Kuipers |

|                    |           |                    |             |                                                                           |
| 22 juni 2009 20:45 | Duitsland | 1 – 1              | Engeland    | Örjans Vall, Halmstad Toeschouwers: 7.414 Scheidsrechter: Peter Rasmussen |
| 22 juni 2009 20:45 | Castro 5' | Verslag[dode link] | Rodwell 30' | Örjans Vall, Halmstad Toeschouwers: 7.414 Scheidsrechter: Peter Rasmussen |

### Knock-outfase
|  | halve finale               | halve finale              |  |          | finale               | finale               |
|  |                            |                           |  |          |                      |                      |
|  | 26 juni 2009 – Helsingborg |                           |  |          |                      |                      |
|  | Italië                     | 0                         |  |          |                      |                      |
|  | Duitsland                  | 1                         |  |          | 29 juni 2009 – Malmö | 29 juni 2009 – Malmö |
|  |                            |                           |  |          | Duitsland            | 4                    |
|  | 26 juni 2009 – Gothenburg  | 26 juni 2009 – Gothenburg |  | Engeland | 0                    |                      |
|  | Engeland (w.n.s.)          | 3 (5)                     |  |          |                      |                      |
|  | Zweden                     | 3 (4)                     |  |          |                      |                      |

#### Halve finales
|                    |                                              |         |                                              |                                                                          |
| 26 juni 2009 18:00 | Engeland                                     | 3 – 3   | Zweden                                       | Gamla Ullevi, Göteborg Toeschouwers: 16.385 Scheidsrechter: Cüneyt Çakir |
| 26 juni 2009 18:00 | Cranie 1' Onuoha 27' Bjärsmyr 38' (e.d.)     | Verslag | 68', 81' Berg 75' Toivonen                   | Gamla Ullevi, Göteborg Toeschouwers: 16.385 Scheidsrechter: Cüneyt Çakir |
| 26 juni 2009 18:00 | Strafschoppen                                |         |                                              | Gamla Ullevi, Göteborg Toeschouwers: 16.385 Scheidsrechter: Cüneyt Çakir |
| 26 juni 2009 18:00 | Milner Hart Cattermole Johnson Walcott Gibbs | 5 – 4   | Berg Elm Bjärsmyr Lustig R. Bengtsson Molins | Gamla Ullevi, Göteborg Toeschouwers: 16.385 Scheidsrechter: Cüneyt Çakir |

|                    |        |                    |           |                                                                        |
| 26 juni 2009 20:45 | Italië | 0 – 1              | Duitsland | Olympia, Helsingborg Toeschouwers: 8.094 Scheidsrechter: Pedro Proença |
| 26 juni 2009 20:45 |        | Verslag[dode link] | 48' Beck  | Olympia, Helsingborg Toeschouwers: 8.094 Scheidsrechter: Pedro Proença |

#### Finale
|                    |                                     |         |          |                                                                             |
| 29 juni 2009 20:45 | Duitsland                           | 4 – 0   | Engeland | Malmö New Stadium, Malmö Toeschouwers: 18.769 Scheidsrechter: Björn Kuipers |
| 29 juni 2009 20:45 | Castro 23' Özil 48' Wagner 79', 84' | Verslag |          | Malmö New Stadium, Malmö Toeschouwers: 18.769 Scheidsrechter: Björn Kuipers |

## Statistieken

### Topscorers
7 goals
- Marcus Berg

3 goals
- Robert Acquafresca
- Ola Toivonen

2 goals
- Sjarhej Kisljak
- Sandro Wagner

1 goal
- Pedro León
- Mario Balotelli
- Jack Rodwell
- Fraizer Campbell
- Gojko Kačar
- James Milner
- Micah Richards
- Tim Sparv
- Lee Cattermole
- Gonzalo Castro
- Ashkan Dejagah
- Benedikt Höwedes
- Andreas Beck
- Marc Torrejón

1978 · 1980 · 1982 · 1984 · 1986 · 1988 · 1990 · 1992 · 1994 · 1996 · 1998 · 2000 · 2002 · 2004 · 2006 · 2007 · 2009 · 2011 · 2013 · 2015 · 2017 · 2019 · 2021 · 2023 · 2025 · 2027 

Jeugd-EK's: onder 21 · onder 19 · onder 17       Jeugd-WK's: onder 20 · onder 17